# L'Esprit de Noël
Pour plus de détails, voir Fiche technique et Distribution.
L'Esprit de Noël (The Spirit of Christmas) regroupe deux courts-métrages de Noël constituant les pilotes de la série animée South Park : Jesus vs Frosty et Jesus vs Santa, créés respectivement en 1992 et 1995.

## The Spirit Of Christmas (Jesus vs Frosty)
Ce court-métrage est sorti en 1992 alors que Trey Parker et Matt Stone étaient encore étudiants. C'est le premier métrage de l'Esprit de Noël, qui été fait en stop-motion et dure 4 minutes et 10 secondes. Le court-métrage sera diffusé devant Brian Garden, directeur de Fox Broadcasting Company, en 1995. Sollicités de montrer un deuxième métrage,  Parker et Stone réalisent Jesus vs Santa.
Des concepts récurrents dans la série sont déjà présents : la mort de Kenny, l'aspect des enfants, la morale à la fin de l'histoire (« Tu sais, j'ai appris quelque chose aujourd'hui »), ainsi que le langage cru et le côté « sanglant ».

### Résumé
Alors que trois personnages (un qui ressemble à Eric Cartman mais il s'appelle Kenny dans le métrage, un autre qui ressemble à Kenny McCormick, puis un qui ressemble un peu à Kyle Broflovski) font un bonhomme de neige. Quelqu'un débarque (ressemblant à Stan Marsh) et leur dit de ne pas mettre le chapeau sur la tête du bonhomme de neige car c'est un chapeau diabolique qui risque de lui donner vie et de le pousser à les attaquer. L'enfant ressemblant à Kyle dit que c'est super, l'enfant ressemblant à Stan insiste mais sans succès. Puis le bonhomme prend vie et tue Cartman qui est appelé Kenny, c'est alors que Kyle dit "Oh mon dieu, Frosty a tué Kenny". Stan reproche à Kyle ne pas l'avoir écouter, et ils se disputent. Puis les enfants vont vers le Père Noël, ils lui demandent quelque chose à propos de la mort de Kenny (Cartman). Puis le Père Noël devient aussi maléfique (qui était en fait Frosty), et tue le vrai Kenny pendant que Stan et Kyle s'enfuient. Cette fois Stan dispute Kyle qui a l'air de s'en vouloir, c'est alors qu'un bébé Jésus Christ apparaît. Il va affronter Frosty qui est devenu plus puissant, avec son anneau il enlève le chapeau de Frosty. Puis Frosty devient de la neige normal.

## The Spirit Of Christmas (Jesus vs Santa)
Dans ce second court-métrage qui est sorti en 1995, les personnages ressemblent plus aux personnages de South Park. Il dure 5 minutes et 16 secondes. Lui aussi a été fait en stop-motion, mais la suite de Jesus vs Santa a été demandée par Brian Garden. Et deux ans plus tard naîtra South Park. Ce métrage est plus vulgaire que l'autre. 
Ce court métrage se rapproche beaucoup plus du concept final. L'aspect des enfants est proche de leur forme définitive : on voit même un personnage sur les genoux du Père Noël ressemblant à Wendy Testaburger. Cartman commence déjà à faire des blagues sur les Juifs, et la vulgarité est bien plus présente. Par ailleurs, on remarque que les enfants demandent « Que ferait Brian Boitano ? » : ce concept sera repris dans le film. 
Avec un succès de plus, deux ans plus tard et le budget de 750 $. Trey Parker et Matt Stone ont l'idée de créer South Park, le premier épisode "Cartman a une sonde anale" sera aussi fait en stop-motion à cause de leur petit budget. Mais par la suite, les épisodes seront fait sur ordinateur. Dans South Park, il y a cinq épisodes qui feront référence à l'Esprit de Noël. Et la question "Que ferait Brian Boitano ?" sera utilisée dans le film. Au début de la saison 1, dans le générique on voit des moments des 2 métrages. Cet épisode a reçu un Association Los Angeles Film Critics Award pour la meilleure animation.

### Résumé
Les quatre galopins de South Park chantent la chanson de Noël "I Wish You A Merry Christmas" mais Stan lui dit qu'il doit chanter des chants de Hanoucca, au moment où Kyle chante Cartman se moque de lui et ils se disputent. Puis Jésus apparaît derrière eux, il leur demande où se trouve The Mall. Les enfants l'y conduisent, et Jésus voit le Père Noël avec Wendy Testaburger sur son genou. Il lui dit qu'il dénature Noël, puis après quelques insultes, ils engagent le combat. Le Père Noël balance Jésus par terre, Stan et Kyle se moquent de Jésus. Puis il les regardent dans les yeux, et ils arrêtent. C'est alors qu'il fait une boule d'énergie et l'envoie sur le Père Noël, qui l'évite de peu et la boule détruit le décor du Père Noël qui tombe sur trois enfants qui meurent. Le Père Noël lance une source d'énergie que Jésus évite, mais elle touche la tête de Kenny qui détruit le pied d'une statue et tombe sur trois autres enfants qui meurent. Puis Kyle dira "Oh mon Dieu, ils ont tué Kenny", puis les deux combattants essayent ensuite de convaincre les enfants. Et encore une fois Kyle et Cartman vont s'échanger des gros mots, puis Stan demande "Que ferait Brian Boitano ?", c'est alors que ce dernier arrive. Il explique aux enfants ce qu'ils doivent faire, puis une fois cette chose faite. Jésus et le Père Noël se réconcilient, puis les enfants disent que le plus important à Noël, ce sont les cadeaux alors que Cartman dira que c'est le lard. Puis les enfants s'en vont et le corps de Kenny se fait manger par les rats.

## Autres épisodes y faisant référence
Des extraits en sont diffusés dans les génériques des quatre premières saisons : on voit le Père Noël faisant la prise sur Jésus quand le chanteur dit « j'taille la route de South Park, histoire de me calmer les nerfs » et on voit Brian Boitano patiner peu avant la fin du générique. Quand le chanteur dit « j'prends la route de South Park et j'oublie toutes mes galères », on voit aussi Frosty sur le petit téléviseur.
- Les Simpson l'ont déjà fait : au début de cet épisode une référence très nette est faite à Jésus contre Frosty.

- Et si en plaçant son nez le bonhomme de neige devient vivant et veut me tuer !
- Tweek, ça c'est un truc qu'est jamais arrivé... Sauf une fois !
- Ouais !
- Le Cycle du caca : le court métrage créé par les enfants est en réalité le deuxième pilote de la série : The Spirit Of Christmas (Jesus vs Santa).

- L'Homme des glaces : quand Kyle dit que l'homme des glaces va fondre, Stan le reprend en lui disant « Mais non, ça c'est Frosty, pauvre tache ! », référence à Jesus vs Frosty.
- Le Fantastique Mystère de Pâques : épisode 5 saison 11 où Jésus lance un couteau étoile pour tuer le pape, ce qui fait référence aux coups d'auréole sur Frosty.
- Dans le premier générique, sur les deux écrans, on voit le visage de Frosty et le combat entre Jésus et le Père Noël